# Sheppardia aurantiithorax
A Sheppardia aurantiithorax a madarak (Aves) osztályának verébalakúak (Passeriformes) rendjéhez, ezen belül a légykapófélék (Muscicapidae) családjához tartozó faj.

## Rendszerezése
A fajt Pamela Beresford, Jon Fjeldså és Jacob Kiure írták le 2004-ben.

## Előfordulása
Afrika keleti részén, Tanzánia területén honos. Természetes élőhelyei a szubtrópusi és trópusi hegyi esőerdők. Állandó, nem vonuló faj.

## Megjelenése
Testhossza 14 centiméter.

## Természetvédelmi helyzete
Az elterjedési területe kicsi, egyedszáma pedig csökken. A Természetvédelmi Világszövetség Vörös listáján veszélyeztetett fajként szerepel.